# Jiří Adam kníže ze Starhembergu
Jiří Adam kníže ze Starhembergu (německy Georg Adam Fürst von Starhemberg, 7. dubna 1961, Klagenfurt) je rakouský šlechtic. Od 30. ledna 1997 je 9. panovníkem a hlavou rodu Starhembergů.

## Život

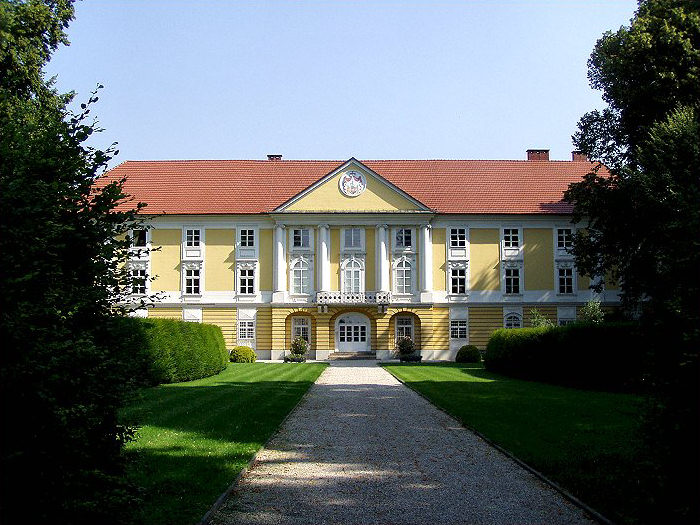
Rodový zámek Starhemberg v Eferdingu

Narodil se jako Georg Adam (Gocki) Salvator Franz Josef Ernst Rüdiger Camillo Mari 9. kníže ze Starhembergu, syn hraběte Františka Josefa ze Starhembergu (1933-1995) a jeho manželky Ithy Hauningerové paní z Haueningenu (* 1938).
11. července 1994 jej na základě rodinné konvence adoptoval jeho příbuzný Jindřich 8. kníže ze Starhembergu (1934-1997), který zemřel jako svobodný. Tato adopce byla soudně potvrzena 23. října 1994. Po Jindřichově smrti se stal titulárním knížetem a hlavou rodu Starhembergů. Náleží mu tedy i tituly pán na Schaunbergu, Wassenbergu, Eferdingu etc. Pobývá na rodovém sídle v rakouském Eferdingu.
Jiří Adam ze Starhembergu se v roce 1988 oženil s hraběnkou Dedou von Abensberg und Traun (1961), s níž má čtyři děti, mezi nimiž byl dědičný hrabě Konstantin (* 1992), který je předpokládaným dědicem titulu hlavy rodu.
Starhemberg je rytířem Řádu zlatého rouna.